# Anne-Sophie Julien
Pour les articles homonymes, voir Julien.
Anne-Sophie Julien (née le 12 octobre 1986 à Montréal) est skateboarder, mannequin, animatrice, actrice et professeur à l'académie St-Terrese[réf. nécessaire].

## Biographie
Nièce de l'auteure Viviane Julien, dès son très jeune âge, elle baigne dans un monde artistique entourée de la chanteuse Pauline Julien et de son oncle, le producteur Rock Demers. 
Vers l'âge de 14 ans, elle se lance dans le monde du skateboard et fait partie des Skirtboarders, un groupe de 14 skateuses issues des quatre coins du Canada. 
En 2005, elle se classe 10e au rang mondial de la coupe du monde de skateboard féminin. Elle se fait connaître et commence sa carrière d'animatrice à la télévision à l'âge de 17 ans en animant l'émission Xskatera sur Canal Vox.
En 2009, elle signe avec l'agence Mona Portelance et obtient un contrat d'animation avec la chaîne de télévision Vrak TV et obtient des contrats de comédienne.

## Sources
1. ↑  wcsk8
2. ↑  nexzotv